# Solna (postort)
Solna är en postort omfattande Solna kommun i Stockholms län. Postnumren ligger i serierna 169 XX, 170 XX och 171 XX. Dessutom finns inom kommunen serien 173 XX med postortsnamnet Tomteboda för Postens interna bruk. Dock föredrar större institutioner att använda postorten Stockholm i sina adresser. Exempel på detta är Karolinska institutet och Karolinska universitetssjukhuset. 